# Biserica „Sfântul Arhanghel Mihail” din Puhăceni
Biserica „Sf. Arhanghel Mihail” este o biserică amplasată în Puhăceni, raionul Anenii Noi, Republica Moldova. Este un monument arhitectural de importanță națională inclus în Registrul monumentelor Republicii Moldova ocrotite de stat cu nr. 125 (raionul Anenii Noi). Datează din sec. XIX.